# Относительная плотность
Относи́тельная пло́тность {\displaystyle RD} (англ. Relative density) или удельная плотность {\displaystyle SG} (англ. specific gravity), встречается также обозначение {\displaystyle G_{S}}— безразмерное число, отношение плотности вещества к плотности воды (при 4 °C или 39,2 °F); для газов эталоном является воздух при комнатной температуре (20 °C или 68 °F). 
Определение относительной плотности для жидкости при +20 °C обычно производят путём деления массы определённого объёма жидкости к массе воды этого же объёма при этой же температуре. При этом получают относительную плотность вещества относительно плотности воды при +20 °C и обозначают эту величину как {\displaystyle d_{20}^{20}}, где цифра сверху относится к исследуемому веществу, а снизу — к температуре воды. Относительную плотность жидкости {\displaystyle d_{20}^{20}} измеряют при помощи пикнометра, взвешивая сначала пустой пикнометр, затем пикнометр с дистиллированной водой, а потом пикнометр с исследуемой жидкостью.
Чтобы определить плотность вещества, необходимо относительную плотность умножить на величину абсолютной плотности воды при температуре измерения. Часто можно встретить величину относительной плотности {\displaystyle d_{4}^{20}}, которая показывает плотность исследуемого вещества относительно плотности воды при +4 °C.
В справочниках также приводится для воды величина 0,99823, которая представляет собой относительную плотность воды {\displaystyle d_{4}^{20}}, которую часто путают с массой одного см3 воды при +20 °C и, следовательно, ошибочно присваивают в Международной системе единиц (СИ) значение плотности для воды при +20 °C величину 998,23 кг/м3 или приблизительно 1000 кг/м3.
Температура и давление должны быть указаны, как для образца, так и для эталона. Давление почти всегда равно 1 атм (101,325 кПа). Температуры для образцов и эталонов варьируются в зависимости от отрасли. В британской практике пивоварения удельная плотность умножается на 1000. Удельная плотность обычно используется в промышленности как простое средство получения информации о концентрации растворов различных материалов, таких как рассолы, углеводороды, сахарные растворы (сиропы, соки, меда, пивоваренные сусла и т. д.) и кислоты.

## Применение в механике грунтов

### Относительная плотностьDR{\displaystyle D_{R}}
Относительная плотность {\displaystyle RD} (англ. Relative Density) или {\displaystyle D_{R}} является мерой текущего коэффициента пустотности по отношению к максимальному и минимальному коэффициентам пустотности, а приложенное эффективное напряжение контролирует механическое поведение несвязного грунта. Относительная плотность определяется как {\displaystyle D_{R}={\frac {e_{max}-e}{e_{max}-e_{min}}}\times 100\%}
где {\displaystyle e_{max},e_{min}}, {\displaystyle e} — максимальный, минимальный и фактический коэффициенты пустот.
Используя формулу удельного веса сухого грунта {\displaystyle \gamma _{dry}={\frac {\gamma _{s}}{1+e}}}→{\displaystyle e={\frac {\gamma _{s}}{\gamma _{d}}}-1} относительную плотность {\displaystyle D_{R}} можно выразить через максимальный удельный вес сухого грунта, минимальный удельный вес сухого грунта и удельный вес грунта в естественной структуре {\displaystyle \gamma _{d}}:
{\displaystyle D_{R}={\frac {e_{max}-e}{e_{max}-e_{min}}}\times 100\%} {\displaystyle ={\frac {{\frac {\gamma _{s}}{\gamma _{drymin}}}-1-{\frac {\gamma _{s}}{\gamma _{d}}}+1}{{\frac {\gamma _{s}}{\gamma _{drymin}}}-1-{\frac {\gamma _{s}}{\gamma _{drymax}}}+1}}={\frac {\gamma _{drymax}}{\gamma _{d}}}\times {\frac {\gamma _{d}-\gamma _{drymin}}{\gamma _{drymax}-\gamma _{drymin}}}\times 100\%}.
По относительной плотности {\displaystyle D_{R}} грунты подразделяются на:
- 0—15 % очень рыхлые грунты
- 15—35 % рыхлые грунты
- 35—65 % грунты средней плотности
- 65—85 % плотные грунты
- 85—100 % очень плотные грунты

### Относительная плотность твердых частиц грунтаGS{\displaystyle G_{S}}
Относительная плотность твердых частиц грунта {\displaystyle G_{S}} определяется как отношение плотности данного объёма твердых частиц к плотности любого равного объёма воды при 4°С. {\displaystyle G_{S}}=масса грунта/масса воды эквивалентного объёма, который приходится на грунт.